# Walter von Hueck
Walter von Hueck (geb. 1931) ist ein deutscher Archivar und Genealoge. Er ist ehemaliger Direktor des Deutschen Adelsarchivs in Marburg und befindet sich seit 1996 im Ruhestand.

## Leben und Wirken
Er entstammt dem westfälischen Geschlecht Hueck mit Nachweisen bis zum Anfang des 16. Jahrhunderts. Die weiteren Vorfahren lebten in Lübeck und im Baltikum. Später gehörte die Familie zum Briefadel, die Nobilitierung erfolgte als persönlicher Adel 1814, der russische Erbadel folgte zwei Jahre darauf. Seine Eltern waren Alice Freiin von Ungern-Sternberg und der Landwirt John von Hueck (1899–1981). Hueck hatte noch zwei jüngere Geschwister, Ursula und Hermann, die in Finnland lebten. Die Ehe der Eltern wurde 1947 geschieden, der Vater lebte zuletzt in Nordrhein-Westfalen, die Mutter wohnte lange in Schweden. Der Agrarwissenschaftler und Genealoge Carl von Hueck ist ein direkter Vorfahre.
Walter von Hueck heiratete 1961 in Wiesbaden Silve-Maria Leonie von Bentivegni. Sie wurde 1936 in Potsdam als Tochter der Hella von Köller-Hoff und des Generalleutnants a. D. Franz Eccard von Bentivegni geboren. Silve-Maria und Walter von Hueck haben keine Kinder. Silve-Maria von Hueck wurde Mitarbeiterin des Deutschen Adelsarchivs.
Walter von Hueck war seit Mitte der 1950er Jahre bereits als Student Mitarbeiter des Deutschen Adelsarchivs, welches mit dem Deutschen Adelsrechtsausschuss die Herausgeberschaft des Genealogischen Handbuchs des Adels als Nachfolge der 1942 eingestellten Gothaischen Genealogischen Taschenbücher übernahm. Zu diesem Zeitpunkt wohnte Hueck in München und in Schloss Schönstadt bei Marburg (Lahn), dem Sitz des Deutschen Adelsarchivs. Als Nachfolger des Hans Friedrich von Ehrenkrook wurde Hueck ab 1965/66 Hauptsachbearbeiter des insgesamt von 1951 bis 2015 publizierten genealogischen Standardwerkes. Diese Tätigkeit übte er bis Mitte 1996 aus. Seine Mitarbeiter waren u. a. Friedrich Wilhelm Euler und Klaus von Andrian-Werburg. Nach ihm folgte in der leitenden redaktionellen Tätigkeit Christoph Franke, der wiederum 2015 noch am ersten Band des neuen Gothaischen Genealogischen Handbuchs mitwirkte.
Walter von Hueck ist Ehrenmitglied des Vereins Herold und Mitglied der Baltischen Historischen Kommission. Zu seinem 85. Geburtstag 2016 würdigte ihn das Deutsche Adelsblatt, insbesondere zu den im Rahmen der GHdA`s veröffentlichten 18 Bänden der Adelslexikons. Er war damals noch tätig als Genealoge der Estländischen Ritterschaft.

## Werke (Auswahl)
- Walter von Hueck (Mitarbeiter seit 1954/ Hauptsachbearbeiter seit 1966): Genealogisches Handbuch des Adels, Adelige Häuser; Freiherrlichen Häuser; Gräfliche Häuser; Fürstliche Häuser, C. A. Starke, Glücksburg Ostsee; Limburg a. d. Lahn. ISSN 0435-2408
- Die im Staatsarchiv Marburg deponierten baltischen ritterschaftlichen Archivbestände, ein Repertorium im Auftrage des Verbandes der Angehörigen der baltischen Ritterschaften, 1958.
- Organisationen des deutschen Adels seit der Reichsgründung und das Deutsche Adelsarchiv, vor 1973.
- Die Herkunft der ritterschaftlichen Geschlechter in Wierland zu schwedischer Zeit, in: Material zu einer Gütergeschichte Estlands, Band 1, Verlag Harro von Hirschheydt, Wedemark 1972/ 1973. ISSN 0175-3770
- 50 Jahre Deutsches Adelsarchiv. 1995.[7][8][9]